# Speciální čarodějnický díl (7. řada)
Speciální čarodějnický díl (alternativně také Speciální čarodějnický díl VI, v anglickém originále Treehouse of Horror VI) je 6. díl 7. řady (celkem 134.) amerického animovaného seriálu Simpsonovi. Scénář napsali John Swartzwelder, Steve Tompkins a David S. Cohen a díl režíroval Bob Anderson. V USA měl premiéru dne 29. října 1995 na stanici Fox Broadcasting Company a v Česku byl poprvé vysílán 24. února 1998 na stanici ČT2.

## Děj
Díl je rozdělen na tři části: Útok pětadvacetimetrových ohyzdností (Attack of the 50-Foot Eyesores), Můra z Evergreen street (Nightmare on Evergreen Terrace) a Homer3.

### Útok pětadvacetimetrových ohyzdností
Homer se projíždí autem a zaujme ho reklamní poutač na koblihy. Velká postava drží v ruce obrovskou koblihu. Jde si ji do obchodu koupit, ale k jeho překvapení dostane pouze obyčejnou malou koblihu. Rozhodne se tedy ukrást tu reklamní. Když odjíždí, vysmívá se postavě, které ji ukradl. V tom do ní uhodí blesk a ožije. Ve městě ožívají i další reklamní poutače a začnou vraždit obyvatele města. Za Homerem domů přijde maskot, kterého okradl. On ho ale pošle za Flandersem. Pak se vrátí a Marge ho přemluví, aby mu koblihu vrátil, pak prý přestane tohle běsnění. On mu ji tedy vrátí, ale nic nepřestává, naopak i on začne svou koblihou ničit domy v okolí. Líza si všimne nápisu vytlačeného do hlíny od jeho nohy, je tam název reklamní agentury. Líza se tam vydá a ředitel jí poradí, aby si lidé přestali maskotů všímat, pak přestanou pustošit město. Paul Anka začne na náměstí hrát, aby upoutal pozornost lidí. Ti si opravdu přestanou všímat maskotů a je po nich.

### Můra z Evergreen street
Bart má sen, ve kterém se ho snaží školník Willie zabít. Stihne ale včas probudit. Když si o tom ve škole povídá s Lízou, zjistí, že Líze se taky zdálo o Williem. I ostatní děti se ve snu pokusil zabít. Bartova třída píše test, Martin ho má hned hotový, tak mu učitelka řekne, aby se zatím prospal. Ve snu ho zabije Willie a zemře i ve skutečnosti, před všemi spolužáky. Doma jim Marge vypráví, co se stalo na posledních třídních schůzkách. Homer na chodbě pustí topení naplno a kotel, u kterého hraje Willie na dudy, vybuchne. Willie začne hořet a běží do třídy. Tam ale musí počkat, dokud nedomluví Kirk Van Houten. Zemře, ale ještě jako kostlivec rodičům řekne, že se pomstí na jejich dětech. A bude se mstít tam, kde je nemohou chránit – v jejich snech. Bart, Líza a Maggie se snaží neusnout, ale moc se jim nedaří. Rozhodnou se, že Bart usne a Líza zůstane vzhůru, aby ho mohla případně probudit. Barta se Willie začne pokoušet zabít. Promění se ve velkého pavouka a Barta chytne. Pak se tam objeví i Líza, taky usnula. Objeví se tam i Maggie a svým dudlíkem mu ucpe dýchací otvor. Willie zemře. Ráno se Willie objeví před jejich domem, vystoupil právě z autobusu.

### Homer3
K Simpsonovým mají přijít na návštěvu Patty a Selma. Homer hledá místo, kam by se před nimi schoval. Vleze si za skříň a ve zdi tam objeví vchod do třetího rozměru. Vydá se tam, začne křičet a rodina v obýváku ho uslyší. On neví, kde je, ani jak se dostat zpět. Zjistí, že je trojrozměrný. Pak vezme jehlan a zahodí ho. Ten ale rohem udělá díru a vše se do ní začne propadat. Na pomoc mu přijdou reverend, doktor Dlaha a profesor Frink. Profesor zjistí, že Homer je ve třetím rozměru. Už mu nezbývá moc času, díra se rozšiřuje. Bart na sebe uváže provaz a vydává se za ním. Už mu ale nestihne pomoct. Barta stáhnou zpět, Homer spadne do díry a objeví se v reálném světě.

## Produkce
Díl byl prvním ze dvou Speciálních čarodějnických dílů, které produkovali Bill Oakley a Josh Weinstein. Epizoda byla „tak dlouhá“, protože podle Oakleyho „všechny tři tyto části jsou velmi komplexní příběhy (…) a je těžké vměstnat tři kompletní příběhy do 21 minut“. Kvůli délce epizoda obsahovala velmi krátký úvod a neobsahovala několik standardů zavedených v předchozích Speciálních čarodějnických dílech, například Margino varování. První část, Útok pětadvacetimetrových ohyzdností, napsal John Swartzwelder, jenž dříve pracoval v reklamní agentuře. Můru z Evergreen street napsal Steve Tompkins a David X. Cohen ji popsal jako „jednu z nejděsivějších“ částí. Homera3 napsal Cohen, ačkoli nápad předložil Oakley. Původní myšlenka byla, že Homer navštíví několik dimenzí, včetně té, kde je všechno z papírových vystřihovánek, ale rozhodli se, že by to bylo příliš komplikované.
V epizodě se objevil Paul Anka, jenž zpívá píseň „Just Don't Look“. Anka byl krátce zmíněn Marge v díle Dědeček versus sexuální ochablost. V reakci na to poslal producentům dopis, ve kterém jim za zmínku poděkoval. Po obdržení dopisu se rozhodli požádat ho o hostování v epizodě. Podle Davida Mirkina se pokoušel získat pro hostování v epizodě Ala Gora, ale producenti na jejich žádost nedostali žádnou odpověď. „Nastalo podivné ticho,“ řekl Mirkin. Dodal, že „pokud se nyní viceprezident rozhodne využít této nabídky ze showbyznysu, je prostě pozdě, svou šanci propásl“.
V závěrečné scéně dílu je Homer poslán do skutečného světa v historicky první hrané scéně v Simpsonových. Natáčelo se na Ventura Boulevard ve Studio City a režíroval ji David Mirkin, který později řekl, že společnost Fox „nemohla být méně vstřícná“, protože si myslela, že by to bylo příliš drahé. Scéna zahrnuje záběr na jeřáb, který se při titulcích stáhne. Společnost Fox Mirkinovi „neochotně“ povolila použít jeřáb pro závěr. Scéna se natáčela na chodníku s jeřábem na ulici a Mirkin nemohl kvůli záběru zcela zastavit dopravu. Z tohoto důvodu je při otáčení kamery vidět na ulici řada aut, která stojí vzadu. Mirkin byl také zklamán kvalitou náklonu kamery a opět obviňoval nedostatek podpory ze strany společnosti Fox a nemožnost zastavit dopravu.

### Animace
Velká část Homera3 byla trojrozměrná a počítačově animovaná. Režisér David Silverman se snažil o něco lepšího než počítačová animace použitá v klipu k písni „Money for Nothing“ skupiny Dire Straits. Animaci zajistila společnost Pacific Data Images a dohlížel na ni Tim Johnson. Animátoři z PDI úzce spolupracovali s normálními animátory seriálu Simpsonovi a snažili se, aby „nevymýšleli nové postavy“. Animátoři vytvořili storyboardy částí a ukázali animátorům PDI, jak by scény zpracovali oni. Při navrhování 3D modelu Barta animátoři nevěděli, jak by zobrazili Bartovy vlasy. Uvědomili si však, že ve výrobě jsou malé postavičky Barta, a jednu zakoupili, aby ji použili jako model. Jednou z nejobtížnějších částí pro animátory PDI bylo správně rozpohybovat Homera a Barta, aniž by vypadali roboticky.
Jedním z klíčových záběrů v pasáži byl moment, kdy Homer vstoupí do 3D světa a jeho design přejde do 3D. Výkonný producent Bill Oakley považuje tento záběr za „finanční injekci“ a měl problém animátorům sdělit svou představu.
Upravená verze Homera3 se objevila spolu s několika dalšími krátkými filmy v americkém 3D animovaném antologickém filmu CyberWorld z roku 2000. 

### Vtipy v pozadí
Do Homera3 bylo vloženo několik vtipů na pozadí. Animátoři PDI do něj vložili konvičku z Utahu, která byla prvním objektem vykresleným ve 3D, a čísla 734 (která na telefonní podložce odpovídají PDI). Do pozadí bylo také vloženo několik matematických rovnic. Jedna z rovnic, která se objevuje, zní 178212 + 184112 = 192212. Ačkoli se jedná o nepravdivé tvrzení, při vyhodnocení na typické kalkulačce s přesností na 10 číslic se jeví jako pravdivé. Odpověď je nesprávná asi o 7 × 1029. Pokud by byla pravdivá, vyvrátila by Velkou Fermatovu větu, která byla právě dokázána v době vysílání tohoto dílu. Cohen tuto „Fermatovu téměř chybu“ vygeneroval pomocí počítačového programu. Další rovnice, které se objevují, jsou Eulerova identita a P = NP, což je odkaz na slavný problém P vs. NP a podobně odporuje obecnému přesvědčení, že ve skutečnosti P ≠ NP. Kód 46 72 69 6E 6B 20 72 75 6C 65 73 21 je řetězec hexadecimálních čísel, který se při interpretaci jako ASCII kódy dekóduje na „Frink rules!“. Na obrazovce je rozcestník s x, y a z a mnoho základních tvarů rozházených po obrazovce.

## Kulturní odkazy
Název Útok pětadvacetimetrových ohyzdností odkazuje na film Attack of the 50 Foot Woman. V této části jsou někteří maskoti parodií na skutečné maskoty. Například obří chodící bezejmenný burák je parodií na pana Buráka. Můra z Evergreen street je parodií na film Noční můra v Elm Street a jeho pokračování a Bartův sen v úvodu příběhu obsahuje mnoho prvků podobných kresleným filmům Texe Averyho. Homer3 je parodií na epizodu Zóny soumraku Little Girl Lost, v níž dívka cestuje portálem do čtvrté dimenze. Homer prochází kolem knihovny z Mystu, což je odkaz na slavnou počítačovou hru té doby. Její tvůrce Rand Miller se později pozastavil nad telefonátem, který obdržel ze studia, když ho požádali o povolení použít v seriálu přesně tu herní grafiku. Film Tron zmiňuje také Homer jako prostředek popisu svého okolí. Trojrozměrný záběr rotace dimenzionálního víru je odkazem na zeleně svítící mřížku v úvodních titulcích Disneyho filmu Černá díra. V Homerovi3, když se Homer chystá spadnout do černé díry, říká: „Je toho tolik, co o astrofyzice nevím. Škoda, že jsem si nepřečetl tu knihu od toho vozíčkáře.“. Jedná se o narážku na bestseller Stručná historie času od teoretického fyzika Stephena Hawkinga, který byl kvadruplegik a který se v seriálu několikrát objevil jako host. Název alba Erotic Cakes kytaristy Guthrieho Govana je odkazem na název pekárny, do které Homer v této epizodě vstoupí.

## Přijetí
V původním vysílání se díl umístil v týdnu od 23. října do 29. října 1995 na 21. místě ve sledovanosti s ratingem 12,9 podle Nielsenu. Sledovalo jej přibližně 12,4 milionu domácností. Epizoda byla v daném týdnu nejlépe hodnoceným pořadem na stanici Fox.
Autoři knihy I Can't Believe It's a Bigger and Better Updated Unofficial Simpsons Guide, Warren Martyn a Adrian Wood, díl popsali jako „komplexní, velmi jistý a velmi chytrý. (…) Počítačová grafika je vynikající a závěrečná scéna – když Homer vstupuje do naší dimenze – je jedním z vrcholů celého seriálu.“ Colin Jacobson z DVD Movie Guide napsal: „Útok pětadvacetimetrových ohyzdností stojí jako nejsilnější ze tří částí. Nevystřelí z obrazovky, ale působí nápaditě a zábavně. Parodie na Noční můru v Elm Street má své momenty a působí celkově zábavně. Chybí jí však kousavost, kterou nabízejí nejlepší díly. Bohužel, Homer3 nám nabízí nejslabší z celé skupiny. Přihodí pár vtipných kousků, ale většinou působí jako záminka k uvedení trojrozměrné animace.“. Ryan Budke z TV Squad označil Homera3 za čtvrtou nejlepší část Speciálních čarodějnických dílů a čestné uznání udělil Můře z Evergreen street. Will Pfeifer z Rockford Register Star označil díl za nejlepší z každoročních halloweenských epizod.
Ve vydání časopisu Nature z 26. července 2007 zařadila redakce vědeckého časopisu Homera3 mezi 10 nejlepších vědeckých momentů v Simpsonových a vyzdvihla Cohenovu rovnici 178212 + 184112 = 192212.

### Ocenění
V roce 1996 získal Homer3 hlavní cenu na Mezinárodním festivalu animovaných filmů v Ottawě. Epizoda byla také navržena na cenu Primetime Emmy v kategorii vynikající animovaný pořad (za pořad kratší než jedna hodina), protože obsahovala 3D animační část, jež by jí podle štábu dala výhodu. Epizoda tuto cenu nezískala a získal ji televizní speciál A Pinky and the Brain Christmas. Bill Oakley v roce 2005 v komentáři na DVD k této epizodě vyjádřil lítost nad tím, že nebyla přihlášena epizoda Babička, která měla emotivnější děj, a domníval se, že kdyby byla přihlášena, snadno by vyhrála.